# Guy Lutgen
Guy Lutgen (Noville, 19 april 1936 – Baillonville, 26 juli 2020) was een Belgisch politicus. Hij was onder andere minister voor de PSC (het huidige cdH).

## Levensloop
Als licentiaat in klassieke filologie aan de Université Catholique de Louvain werd Guy Lutgen leraar.
In oktober 1964 werd hij voor de PSC verkozen tot gemeenteraadslid van Bastenaken en was er van 1977 tot 2000 burgemeester in opvolging van Louis Olivier. Van 1974 tot 1977 was hij eveneens provincieraadslid van de provincie Luxemburg en attaché op het kabinet van toenmalig minister van Binnenlandse Zaken Joseph Michel.
Van 1977 tot 1978 zetelde hij als gecoöpteerd senator in de Belgische Senaat, waarna hij in 1978 Charles Hanin opvolgde als rechtstreeks gekozen senator in het arrondissement Aarlen-Marche-Bastenaken. Hij bleef in de Senaat zetelen tot in 1995. Hierdoor zetelde hij van 1978 tot 1980 tevens in de Cultuurraad voor de Franse Cultuurgemeenschap en van 1980 tot 1995 in de Waalse Gewestraad en de Raad van de Franse Gemeenschap.
Van 1981 tot 1985 was hij secretaris van de Waalse Gewestraad, waarna hij van 1985 tot 1988 staatssecretaris bevoegd voor de Modernisatie en Informatisering van de Publieke Diensten was in de federale regering regering-Martens VI en Martens VII.
Van februari 1988 tot juli 1999 was hij minister in de Waalse Regering (achtereenvolgens geleid door Guy Coëme (februari-mei 1988), Bernard Anselme (1988-1992), Guy Spitaels (1992-1994) en Robert Collignon (1994-1999)). Hij was onder meer bevoegd voor Landbouw (1988-1999), Energie (1988-1989), Huisvesting (1989-1992) en Natuurlijke Bronnen (1992-1999).
Van 1995 tot 1999 zetelde hij in het Waals Parlement en in het Parlement van de Franse Gemeenschap. Bij de verkiezingen van 1999 stelde hij zich niet meer verkiesbaar. Nadat Lutgen na de gemeenteraadsverkiezingen van 2000 in Bastenaken in de oppositie belandde, verliet hij ook de lokale politiek. 
Zijn zoon Benoît Lutgen trad in zijn politieke voetsporen en werd in 2004 minister in de Waalse Regering en in 2011 partijvoorzitter van het cdH.
Hij overleed in 2020 op 84-jarige leeftijd.